# 기동전사 건담 제08MS소대
《기동전사 건담 제08MS소대》(영어: Mobile Suit Gundam The 08th MS Team, 일본어: 機動戦士ガンダム 第08MS小隊)는 《건담 시리즈》의 OVA 작품이다. 1996년부터 1999년까지 총 11화와 후일담인 특별편 《라스트 리조트》가 OVA로 제작되었고, 1998년에는 극장판인 《기동전사 건담 제08MS소대 - 밀러의 보고서》가 공개되었다. "08소대" 또는 "08"로도 약칭된다.

## 개요
《기동전사 건담 제08MS소대》는 《기동전사 건담》과 거의 동시대를 배경으로 하는 외전 작품이다. 다른 《건담 시리즈》의 작품들보다 전장의 생생함과 리얼리티를 추구한 묘사가 특징이다. 거기에 이상에 불타는 청년 장교인 시로 아마다가 주인공으로 등장하여 전쟁의 현실과 동떨어진 그의 인물상이 강렬한 인상을 가지고 대비되고 있다. 시로는 군복무, 윤리, 로멘스의 틈새에서 갈등하는데 무기의 메카닉이나 전투는 리얼하게 묘사된다. 작품 자체는 나카무라 마사토시의 학원 청춘 드라마의 전장판을 상정했다고 한다.

## 같이 보기
- 육전형 건담
- 육전형 짐